# Zbigniew Farmus
Zbigniew Farmus (ur. 1949 w Bytomiu) – polski działacz polonijny z Kanady, polityk AWS, doradca Romualda Szeremietiewa w Ministerstwie Obrony Narodowej.

## Życiorys

### Młodość w Polsce
Urodził się w Bytomiu, był wychowankiem domu dziecka. Absolwent studiów socjologicznych na Uniwersytecie Warszawskim, które ukończył w 1972 roku. W latach 1972–1973 pracował jako ładowacz w Przedsiębiorstwie Transportu i Sprzętu Budowlanego we Wrocławiu, następnie był zatrudniony jako starszy asystent w Zakładzie Socjologii Uniwersytetu Wrocławskiego do 1979 roku.

### Emigracja
W 1979 wraz z żoną Grażyną i dziećmi wyemigrował z PRL do Austrii. W 1982 osiedlił się w Kanadzie, uzyskał obywatelstwo kanadyjskie i przebywał tam do 1992 roku. Wydawał największy tygodnik polonijny „Echo Tygodnia” i działał w międzynarodowej organizacji popierającej „Solidarność” o nazwie Conference Solidarity Support Organisation. Był członkiem pro-solidarnościowej kanadyjsko-polonijnej organizacji o nazwie Polish-Canadian Action Group (PCAG). Jako przedstawiciel PCAG uczestniczył w międzynarodowych konferencjach na rzecz poparcia Solidarności w Nowym Jorku, Los Angeles, Edmonton, Toronto, Caracas, Lund, Paryżu i Londynie. Był też przedstawicielem Polskiej Partii Niepodległościowej na terenie Kanady.
Od połowy lat 80. XX w. aż do samorozwiązania, był członkiem Rady Narodowej RP na Uchodźstwie i wiceprzewodniczącym jej oddziału w Kanadzie.
Delegat Kongresu Polonii Kanadyjskiej na Pierwsze Spotkanie Kraj – Emigracja – Polonia Wschód-Zachód w 1990, zorganizowane pod patronatem marszałka Senatu RP Andrzeja Stelmachowskiego. Delegat Rady Narodowej RP – Oddział w Kanadzie na uroczystość przekazania w Warszawie insygniów władzy przez Prezydenta RP Ryszarda Kaczorowskiego wybranemu prezydentowi Lechowi Wałęsie.

### Działalność polityczna w Polsce

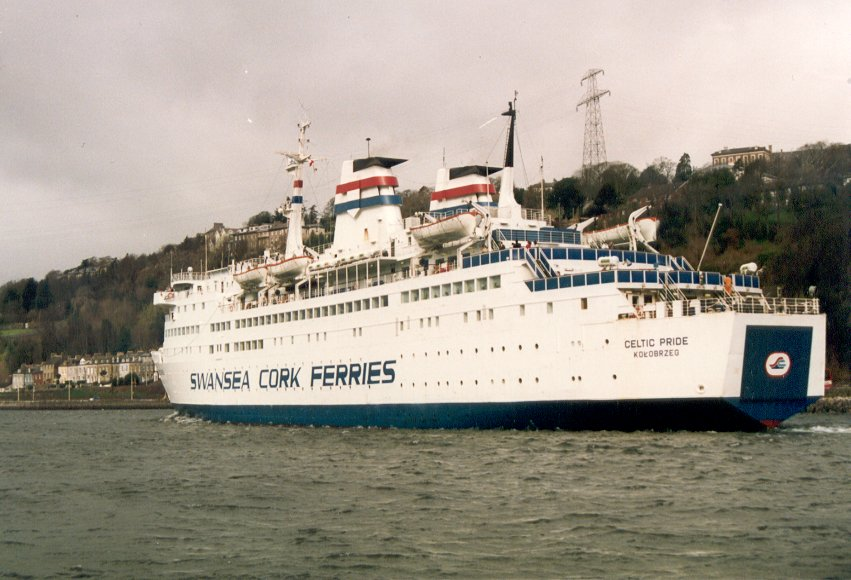
Prom, na którym zatrzymano Zbigniewa Farmusa

W roku 1992 wrócił do Polski. Był współorganizatorem Ruchu dla Rzeczypospolitej. Działał na rzecz zjednoczenia prawicy w Przymierzu dla Polski i Obozie Patriotycznym. Był współorganizatorem AWS. W wyborach parlamentarnych 1997 startował w Warszawie z listy AWS zdobywając ponad 4000 głosów, mimo to nie został posłem. W wyborach samorządowych w 1998 bezskutecznie kandydował także do Rady Warszawy.
Był członkiem Rady Politycznej RS AWS. Został zatrudniony w 1998 jako doradca wiceministra Obrony Narodowej Romualda Szeremietiewa w pionie uzbrojenia i sprzętu wojskowego, pracował tam do zatrzymania przez funkcjonariuszy UOP, którzy desantowali się ze śmigłowca w lipcu 2001 r. w czasie rejsu promem MF Rogalin do Szwecji.

#### Afera WSI i ministra ON B.Komorowskiego
Oskarżony najpierw na łamach dziennika „Rzeczpospolita” z 7 lipca 2001 roku w artykule Kasjer z Ministerstwa Obrony autorstwa Anny Marszałek i Bertolda Kittela o bezprawny dostęp do tajemnicy i praktyki korupcyjne został aresztowany. Istotny wpływ na jego zatrzymanie miał ówczesny minister obrony narodowej, Bronisław Komorowski, który zlecił Wojskowym Służbom Informacyjnym inwigilację Romualda Szeremietiewa. Po kilkuletnim śledztwie Prokuratura Apelacyjna w Warszawie postawiła Zbigniewowi Farmusowi zarzuty żądania 150 tysięcy USD i otrzymanie 20 tysięcy USD łapówek od producentów uzbrojenia oraz zapoznawanie się z tajnymi informacjami bez wymaganego zezwolenia. W areszcie śledczym spędził dwa i pół roku.

### Uniewinnienie
W tym czasie pojawiły się wątpliwości, czy te zarzuty są prawdziwe. Ukazały się artykuły podważające wiarygodność oskarżeń. Po wielomiesięcznym procesie został uniewinniony z zarzutów łapownictwa przez sąd w grudniu 2006 r., ale jednocześnie został uznany winnym nieuprawnionego dostępu i ujawniania tajemnic państwowych. Sąd skazał go na dwa i pół roku więzienia zaliczając w poczet kary czas spędzony w areszcie. Proces odbył się przy drzwiach zamkniętych, a uzasadnienie wyroku zostało utajnione. Po 16 latach tułania się po sądach, 2 lutego 2017 roku Z. Farmus został uniewinniony także od zarzutów korupcyjnych i ujawnienia tajemnicy służbowej. Planował wystąpić ze skargą do Europejskiego Trybunału Praw Człowieka ze względu na fałszywe oskarżenia o korupcję, areszt, który trwał 2,5 roku, trwające 16 lat śledztwo, poniesione z tego tytułu straty wizerunkowe i uszczerbek na zdrowiu.

## Twórczość i nagrody
Jest autorem ponad 1500 artykułów publicystycznych i komentarzy politycznych, w istotnej części na tematy wojskowe zamieszczane głównie na łamach „Echa”, także w innych tytułach prasy polskiej, polonijnej oraz zagranicznej. Był współautorem programu AWS w dziedzinie bezpieczeństwa narodowego i obronności. W 1999 podjął pracę nad doktoratem w Akademii Obrony Narodowej.
Za zasługi dla niepodległości odznaczony Brązowym Krzyżem Zasługi przez Prezydenta RP na uchodźstwie w 1988 oraz Srebrnym Krzyżem Zasługi przez Prezydenta RP w 1999. Minister Obrony Narodowej Janusz Onyszkiewicz awansował go na stopień porucznika rezerwy SZ RP i odznaczył Medalem MON za wzorowe wykonywanie obowiązków (1999).